# Rhoptria semiorbiculata
Rhoptria semiorbiculata är en fjärilsart som beskrevs av Hugo Theodor Christoph 1883. Rhoptria semiorbiculata ingår i släktet Rhoptria och familjen mätare. Inga underarter finns listade.